# Autostrada D5 (Czechy)
Autostrada D5 (czes. dálnice D5) zwana także Via Carolina oraz Plzeňská dálnice (autostrada pilzneńska) – czeska autostrada o długości 151 km. Łączy Pragę przez Pilzno z Niemcami (autostrada A6 w kierunku Norymbergi), a przez to z europejską siecią autostrad. Stanowi jeden z czeskich odcinków międzynarodowej drogi E50.
Pierwsze plany dotyczące budowy autostrady łączącej Pragę z Niemcami przez Pilzno pojawiły się w latach trzydziestych XX wieku. Sytuacja polityczna po II wojnie światowej spowodowała, iż dopiero w roku 1977 rozpoczęła się budowa pierwszego odcinka koło Pragi. Ostatni odcinek D5 koło Pilzna otwarto w 2006 roku.
Budowa D5 trwała blisko 30 lat. Sukcesywnie oddawano do użytku następujące odcinki:
- odcinek Praga – Vráž: 13,4 km: oddano w roku 1984
- odcinek Vráž – Bavoryně: 15,3 km: oddano w roku 1989
- odcinek Bavoryně – Mýto: 21,5 km: oddano w roku 1995
- odcinek Mýto – Svojkovice: 5,8 km: oddano w roku 1994
- odcinek Svojkovice – Klabava: 8,2 km: oddano w roku 1993
- odcinek Klabava – Ejpovice: 3,7 km: oddano w roku 1995
- odcinek Ejpovice – Černice: 8,6 km: oddano w roku 2005
- odcinek Černice – Útušice: 3,5 km: oddano w roku 2006
- odcinek Útušice – Sulkov: 8,4 km: oddano w roku 2003
- odcinek Sulkov – Benešovice: 29,4 km: oddano w roku 1997
- odcinek Benešovice – Rozvadov: 25,4 km: oddano w roku 1997
- odcinek Rozvadov – granica z Niemcami: 7,8 km: oddano w roku 1997